# منتخب جورجيا تحت 21 سنة لكرة القدم
منتخب جورجيا تحت 21 سنة لكرة القدم هو الممثل الرسمي لجورجيا في بطولات كرة القدم تحت 21 سنة. يشارك الفريق في بطولة أوروبا تحت 21 لكرة القدم التي تقام كل عامين.